# Dascyllus dominó
Dascyllus dominó, peixe dominó ou donzela dominó (Dascyllus trimaculatus), é uma espécie de pomacentrideo de clima tropical, pertence o gênero Dascyllus. É uma espécie nativa do Indo-Pacífico. Frequentemente são vistos no comercio de aquários. Já foi uma espécie abundante em Shark Bay, Austrália no ano de 2009.

## Ecologia

### Aparência
Diferente dos outros pomacentrídeos, os jovens fazem simbiose com anêmonas recifais, igual seus primos, os peixes palhaço (Amphiprininae). Os jovens são azuis escuros, conforme vão crescendo mudam de cor e ficam pretos com três pintas brancas.

### Habitat
Seus habitats naturais são recifes rasos e costeiros, lagunas calmas e raramente são vistos próximos a prados marinhos. Habitam dês de águas rasas a profundidades de até 55 m. São espécies diurnas e se alimentam de plâncton.

### Reprodução
Em época de acasalamento a fêmea coloca os ovos próximos a corais mortos ou em uma rocha nua. Os ovos são guardados e vigiados pelos machos durante a incubação que dura entre 3 dias a 26 ° -28 ° C ou 4 dias a 24 ° C. Os alevinos recém-nascidos medem ligeiramente abaixo de 2 mm e possivelmente sejam pelágicos nas primeiras semanas.

## Distribuição
Nativo do Indo-Pacífico, Mar Vermelho e África Oriental até Line e Pitcairn, norte ao sul do Japão e Ogasawara, ao sul de Sydney e Shark Bay, Austrália. Não é nativo de Marquesas e Havaí, pois foram confundidos com o dascyllus havaiano (Dascyllus albisella) e o dascyllus de Strasburg (Dascyllus strasburgi).